# Christian Petzold (Regisseur)

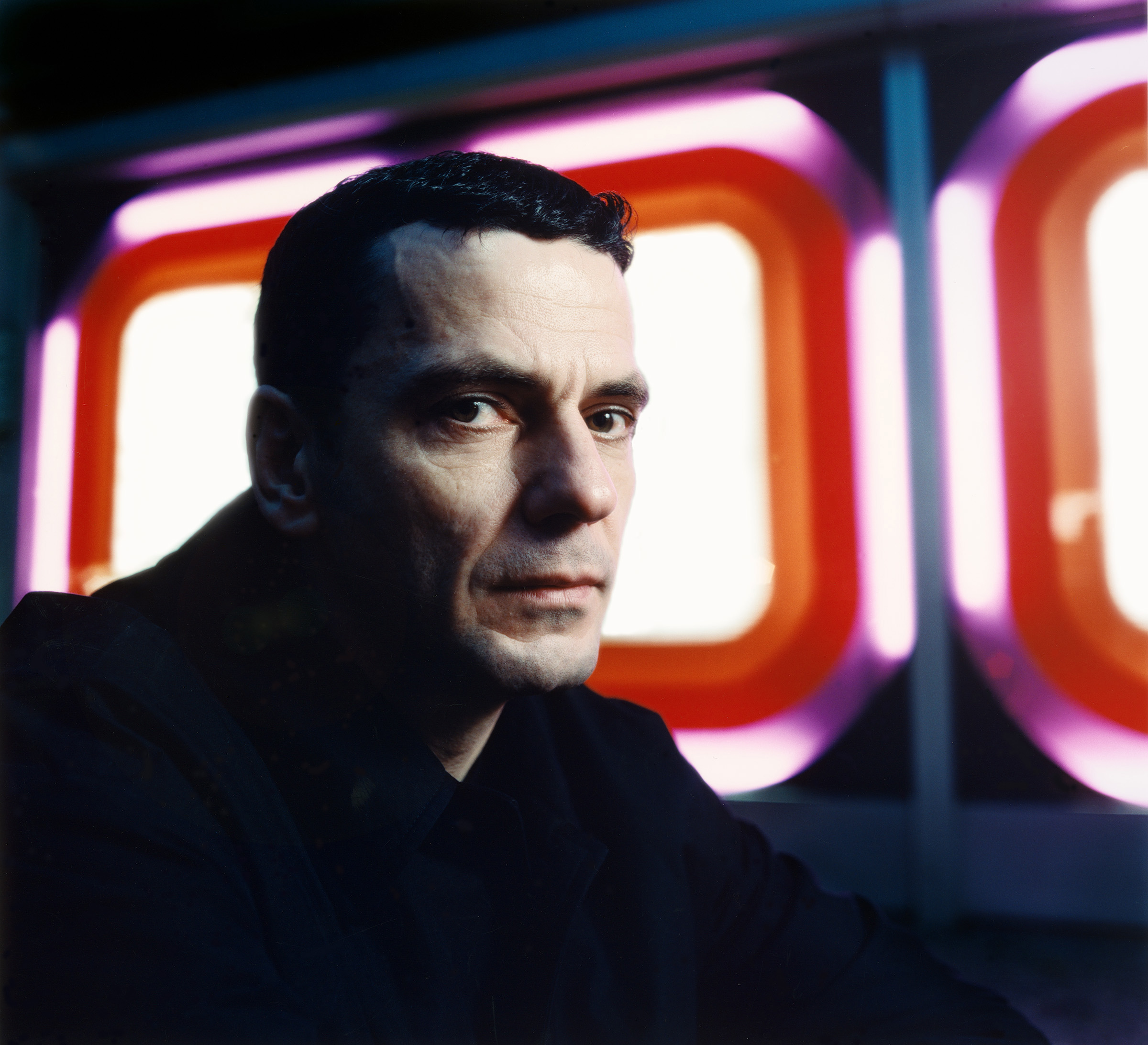
Christian Petzold fotografiert von Oliver Mark, Berlin 2002

Christian Petzold (* 14. September 1960 in Hilden) ist ein deutscher Filmregisseur und Drehbuchautor. Er wird der Berliner Schule zugerechnet und erhielt zahlreiche Preise und Auszeichnungen.

## Leben
Aufgewachsen in Haan, machte er nach dem Abitur 1979 seinen Zivildienst („Keine Flucht nach Berlin!“) im kleinen Filmclub des örtlichen CVJM („Doppelprogramme, bestehend aus einem Appetizer und einem Filmkunstwerk, alles für schwer erziehbare Jugendliche.“). Seit 1981 lebt er in Berlin, wo er zunächst ein Studium der Theaterwissenschaft und Germanistik an der Freien Universität begann. Von 1988 bis 1994 studierte er dann an der Deutschen Film- und Fernsehakademie Berlin (dffb).
Die Drehbücher für seine Filme schreibt Christian Petzold selbst, wobei er in vielen Fällen die Ideen auch mit Harun Farocki zusammen bearbeitete und weiterentwickelte. Als damaliger Lehrer an der dffb war Farocki ein wichtiger Einfluss für den Studenten Petzold. Während Farocki jedoch eher dem Realismus und politischen Kino zugeordnet wird, zeichneten sich Petzolds Filme spätestens seit Die innere Sicherheit durch eine Beschäftigung mit dem Zwischenbereich von Leben und Tod aus. In Gespenster führt die Hauptfigur das Leben eines Phantoms, und der Hauptcharakter in Yella ist möglicherweise schon zu Beginn des Films verstorben. Die innere Sicherheit, Gespenster und Yella bilden die – von Petzold ursprünglich so nicht geplante – „Gespenster-Trilogie“.
Nach Toter Mann, Wolfsburg und Yella folgte 2008 mit dem Spielfilm Jerichow die vierte Zusammenarbeit mit Nina Hoss in der Titelrolle. Das Drama handelt von einem aus Afghanistan in das nordostdeutsche Flachland zurückkehrenden Soldaten, der sich auf eine Affäre mit einer verheirateten Frau einlässt. Der Film erhielt eine Einladung zur Teilnahme am Wettbewerb der 65. Filmfestspiele von Venedig 2008. 2009 wurde Christian Petzold für Jerichow als bester Regisseur für den Deutschen Filmpreis nominiert.
Obwohl Christian Petzold bis dahin ausschließlich als Filmregisseur arbeitete, folgte er einer Einladung des Interimsintendanten Oliver Reese an das Deutsche Theater Berlin, um Arthur Schnitzlers Der einsame Weg (wiederum mit Nina Hoss in der Titelrolle) zu inszenieren. Die Premiere fand am 14. März 2009 statt.
Im August 2010 starteten die Dreharbeiten zu dem Filmprojekt Dreileben, zu dem die Regisseure Dominik Graf und Christoph Hochhäusler neben Christian Petzold jeweils einen Film beisteuerten. Alle drei Filme kreisen aus unterschiedlichen Perspektiven um ein Verbrechen, das sich in einem thüringischen Ort namens „Dreileben“ ereignete. Christian Petzolds Beitrag trug den Titel Etwas Besseres als den Tod. Die Premiere des Gemeinschaftswerks fand auf der Berlinale 2011 in der Sektion „Forum“ statt. Das Medienecho war geteilt.
2012 erhielt Christian Petzold mit seinem Spielfilm Barbara (Titelrolle Nina Hoss) seine dritte Einladung zur Teilnahme am Wettbewerb der Berlinale. Der Film spielt in der DDR, im Jahr 1980, und handelt von einer Ärztin, die, nachdem sie erfolglos einen Ausreiseantrag gestellt hat, an ein Provinzkrankenhaus versetzt wird. Christian Petzold wurde mit dem Silbernen Bären für die beste Regie geehrt und erhielt im selben Jahr zwei Nominierungen für den Deutschen Filmpreis (in den Kategorien Regie und Drehbuch).
Für „seine intellektuelle Brillanz und sein[en] Sinn für zupackende Geschichten“, die „ihn zum Erben Käutners [machen]“, erhielt er 2013 den Helmut-Käutner-Preis.

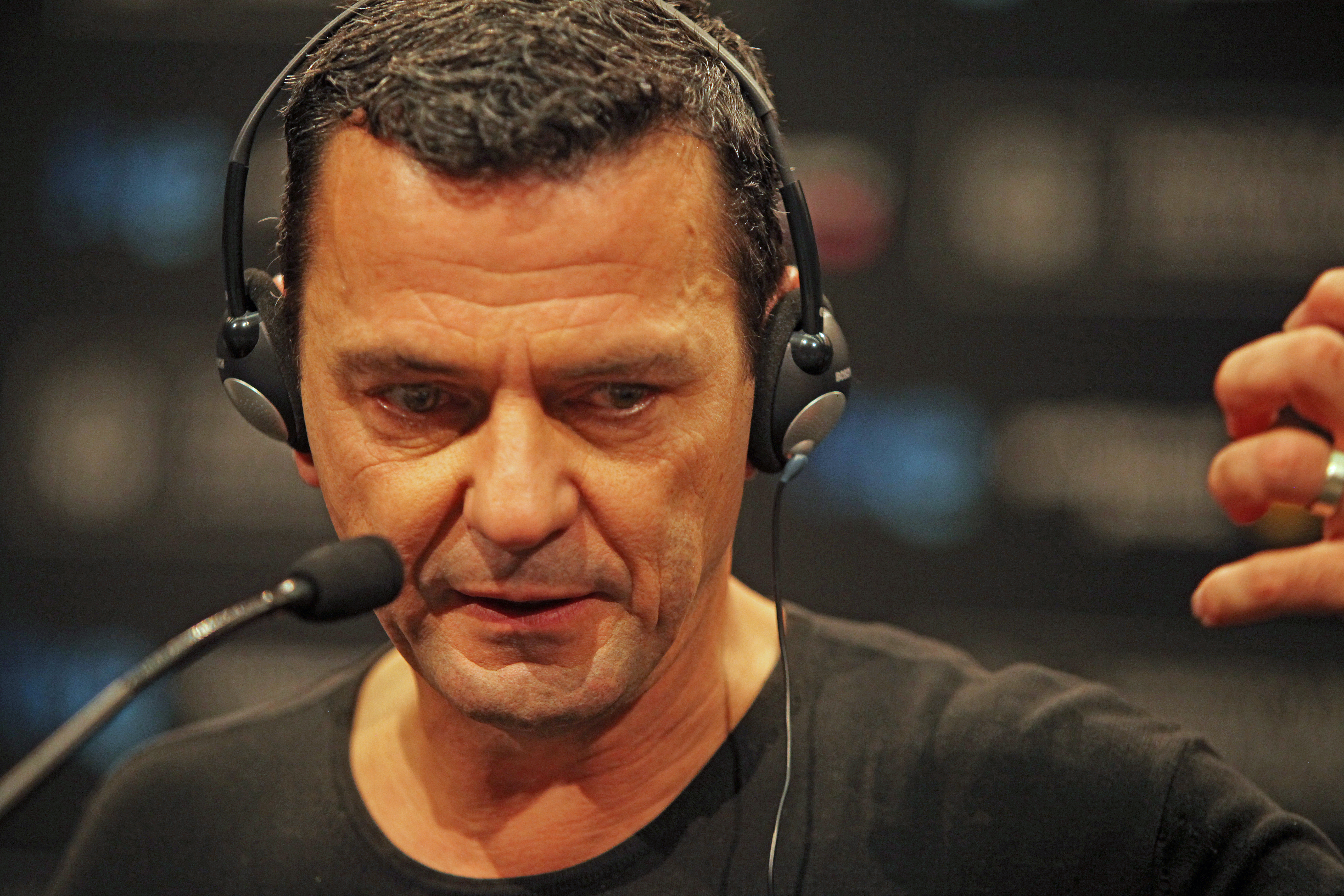
Petzold beim Internationalen Filmfestival San Sebastián im September 2014

Im September 2014 veröffentlichte Christian Petzold seinen Film Phoenix (Titelrolle Nina Hoss), der den Holocaust mit einer in der Nachkriegszeit spielenden Geschichte thematisiert. Hierfür erhielt er den Preis der internationalen Filmkritik auf dem Filmfestival San Sebastián.
Nach der Inszenierung zweier Polizeiruf-110-Folgen (Kreise, 2015; Wölfe, 2016) schuf Petzold mit Transit (2018) eine freie Adaption des gleichnamigen Romans von Anna Seghers. Der Kinofilm mit Franz Rogowski und Paula Beer in den Hauptrollen erhielt eine Einladung in den Wettbewerb der 68. Berlinale.
2018 wurde er in die Academy of Motion Picture Arts and Sciences berufen, die jährlich die Oscars vergibt.
2019 drehte Petzold den Spielfilm Undine (2020), wobei er erneut auf Paula Beer und Franz Rogowski als Hauptdarsteller zurückgriff. Es ist der erste Teil einer geplanten Trilogie, die sich der deutschen Romantik und dabei speziell des Motivs der Elementargeister annehmen soll. In den folgenden Filmen plant Petzold sich den Luft- bzw. Erdgeistern thematisch zu widmen. Der Film lief 2020 im Wettbewerb der 70. Berlinale und wurde dort mit dem FIPRESCI-Preis ausgezeichnet.
Nach Undine folgte mit Roter Himmel (2023) ein zweiter Teil zu einer geplanten Filmtrilogie. Für den Film erhielt Petzold 2023 den Großen Preis der Jury bei den Internationalen Filmfestspielen Berlin. Im Jahr darauf wurde er in die Wettbewerbsjury der 74. Berlinale eingeladen.
Im Jahr 2025 stellte Petzold mit Miroirs No. 3 erneut einen Spielfilm mit Paula Beer in der Hauptrolle fertig. Das Werk soll im Mai im Rahmen des Filmfestival von Cannes uraufgeführt werden. Ebenfalls 2025 wurde er Präsident der Viennale.
Petzold ist mit der Filmemacherin Aysun Bademsoy verheiratet und lebt in Berlin. Das Paar hat zwei Kinder.

## Zitat
„Das Kino ist eine riesige Sammlung von unerlösten Menschen.“

## Filmografie
- 1995: Pilotinnen (Fernsehfilm)
- 1996: Cuba Libre (Fernsehfilm)
- 1998: Die Beischlafdiebin (Fernsehfilm)
- 2000: Die innere Sicherheit
- 2002: Toter Mann (Fernsehfilm)
- 2003: Wolfsburg
- 2005: Gespenster
- 2007: Yella
- 2008: Jerichow
- 2011: Dreileben – Etwas Besseres als den Tod (Fernsehfilm)
- 2012: Barbara
- 2014: Phoenix
- 2015: Polizeiruf 110: Kreise (Fernsehfilm)
- 2016: Polizeiruf 110: Wölfe (Fernsehfilm)
- 2018: Transit
- 2018: Polizeiruf 110: Tatorte (Fernsehfilm)
- 2020: Undine
- 2023: Roter Himmel
- 2025: Miroirs No. 3

## Auszeichnungen

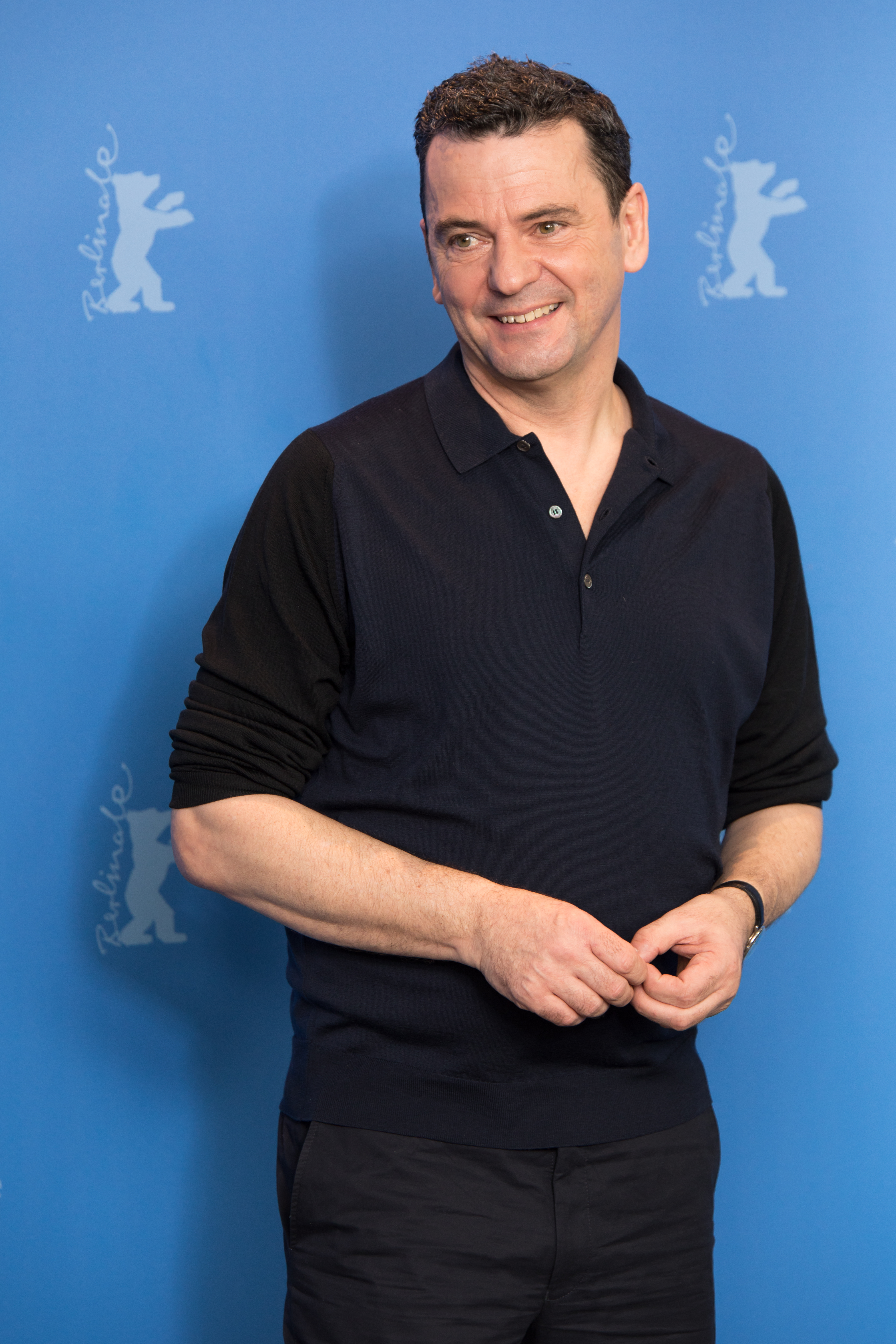
Christian Petzold auf der Berlinale 2018

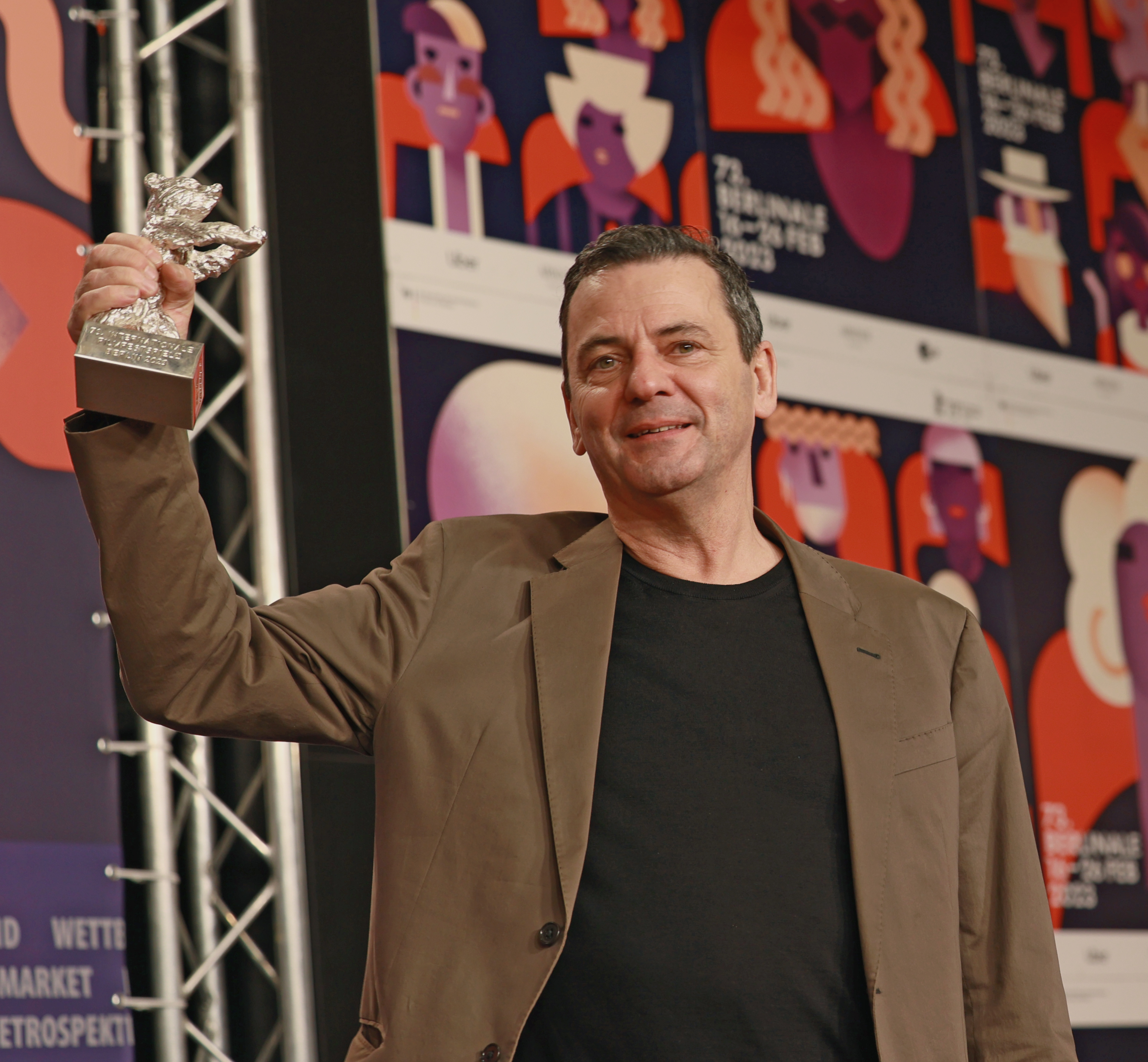
Christian Petzold mit dem erhaltenen Silbernen Bären für Roter Himmel bei der Berlinale 2023

- 1996: Filmfestival Max Ophüls Preis: Förderpreis Langfilm für Cuba Libre
- 2001: Preis der deutschen Filmkritik als bester Spielfilm für Die innere Sicherheit
- 2001: Deutscher Filmpreis als bester Spielfilm für Die innere Sicherheit
- 2002: Fernsehfilmpreis der Deutschen Akademie der Darstellenden Künste für Toter Mann
- 2002: Deutscher Fernsehpreis für Toter Mann
- 2003: Adolf-Grimme-Preis für Toter Mann (zusammen mit Hans Fromm, Nina Hoss und Sven Pippig)
- 2003: FIPRESCI-Preis im Panorama der Internationalen Filmfestspiele Berlin für Wolfsburg
- 2004: Preis der DEFA-Stiftung zur Förderung der deutschen Filmkunst
- 2005: Adolf-Grimme-Preis mit Gold für Wolfsburg (zusammen mit Nina Hoss (Darstellung) und Benno Fürmann)[18]
- 2005: Findlingspreis des Verbandes für Filmkommunikation für Gespenster
- 2005: Preis der deutschen Filmkritik als bester Spielfilm für Gespenster
- 2007: Preis der deutschen Filmkritik als bester Spielfilm für Yella
- 2008: Preis der deutschen Filmkritik als bester Spielfilm für Jerichow
- 2009: Filmpreis der Stadt Hof bei den Internationalen Hofer Filmtagen
- 2011: Deutscher Fernsehpreis zusammen mit Dominik Graf und Christoph Hochhäusler in der Kategorie „Besondere Leistung Fiktion“ für die Trilogie Dreileben
- 2012: Silberner Bär, Preis für die beste Regie der Internationalen Filmfestspiele Berlin für Barbara
- 2012: Grimme-Preis „Spezial“ für Dreileben zusammen mit Dominik Graf und Christoph Hochhäusler
- 2012: Deutscher Filmpreis in Silber als bester programmfüllender Spielfilm für Barbara
- 2012: Preis der deutschen Filmkritik als bester Spielfilm für Barbara
- 2013: Helmut-Käutner-Preis
- 2016: Deutscher Fernsehkrimipreis, Sonderpreis für die Regie in Polizeiruf 110: Kreise
- 2018: Julius-Campe-Preis für seine Verdienste um die deutsche Literatur, mit besonderem Bezug auf den Film Transit[19]
- 2018: Auszeichnung des Neiße Filmfestivals für sein filmisches Schaffen.[20]
- 2018: Bayerischer Filmpreis für das Drehbuch von Transit
- 2020: Schillerpreis der Stadt Mannheim
- 2020: BZ Kulturpreis
- 2021: Verdienstorden der Bundesrepublik Deutschland[21]
- 2023: Silberner Bär – Großer Preis der Jury der Internationalen Filmfestspiele Berlin für Roter Himmel